# 高天錫
高 天錫（こう てんし、生没年不詳）は、モンゴル帝国に仕えた漢人将軍の一人。トルイの配下で第二次金朝侵攻に活躍した高宣の息子。

## 略歴
高天錫は父の高宣が仕えていたトルイの息子のクビライに若いころから仕え、ケシクテイ（宿衛）に入ってビチクチ（書記官）の地位を授けられた。中統2年（1261年）、父の官位を継承して、鷹坊都総管の地位を授けられた。中統4年（1263年）、燕京諸路奥魯総管を経て按察副使とされ、また鷹坊都総管を兼ねた。このころ、高天錫は丞相のボロトと左丞の張文謙に「農桑は衣食の大本であって、問題があればすなわち民の衣食不足につながります。古の王政では、此に先んずるものがなかったことを、願わくば留意ください」と述べており、この言をボロトを通じて聞いたクビライは喜び、司農司の設立に繋がったとされる。司農司の設立後、高天錫は中都山北道巡行勧農使と司農丞を兼ね、司農少卿・巡行勧農使、戸部侍郎、嘉議大夫・兵部尚書を歴任した末に没した。

## 子孫
高天錫の息子の高諒は皇太子チンキムに仕え、チンキムが燕王に封じられた時に符宝郎とされ、その後父の官位を継承して鷹房都総管とされた。チンキムは高諒を非常に気に入っており、董文忠を通じて高諒の管轄する民戸をチンキムに隷属させることで自らの直属とさせようと働きかけ、クビライもこれを許可したという。その後、嘉議大夫を経て兵部尚書の地位に就いたが、間もなく亡くなった。
その息子の高タシュ・ブカは高天錫からの縁により大司農の地位に至っている。